# Contea di Houston (Texas)
La contea di Houston in inglese Houston County è una contea dello Stato del Texas, negli Stati Uniti. La popolazione al censimento del 2010 era di 23 732 abitanti. Il capoluogo di contea è Crockett. La contea è stata creata nel 1876 dalla Contea di Nacogdoches. Il suo nome deriva da Sam Houston (1793–1863), secondo e quarto presidente della Repubblica del Texas e settimo governatore del Texas.

## Geografia fisica
| Anno | Popolazione | ±%     |
| ---- | ----------- | ------ |
| 1850 | 2,721       |        |
| 1860 | 8,058       | 196.1% |
| 1870 | 8,147       | 1.1%   |
| 1880 | 16,702      | 105.0% |
| 1890 | 19,360      | 15.9%  |
| 1900 | 25,452      | 31.5%  |
| 1910 | 29,564      | 16.2%  |
| 1920 | 28,601      | −3.3%  |
| 1930 | 30,017      | 5.0%   |
| 1940 | 31,137      | 3.7%   |
| 1950 | 22,825      | −26.7% |
| 1960 | 19,276      | −15.5% |
| 1970 | 17,855      | −7.4%  |
| 1980 | 22,299      | 24.9%  |
| 1990 | 21,375      | −4.1%  |
| 2000 | 23,185      | 8.5%   |
| 2010 | 23,732      | 2.4%   |

Secondo l'Ufficio del censimento degli Stati Uniti d'America la contea ha un'area totale di 1237 miglia quadrate (3200 km²), di cui 1231 miglia quadrate (3190 km²) sono terra, mentre 5,7 miglia quadrate (15 km², corrispondenti allo 0,5% del territorio) sono costituiti dall'acqua.

### Strade principali
- U.S. Highway 287
- State Highway 7
- State Highway 19
- State Highway 21

### Contee adiacenti
- Anderson County (nord)
- Cherokee County (nord-est)
- Angelina County (est)
- Trinity County (sud-est)
- Walker County (sud)
- Madison County (sud-ovest)
- Leon County (ovest)

### Aree nazionali protette
- Davy Crockett National Forest